# Prévision de zone pour l'aviation

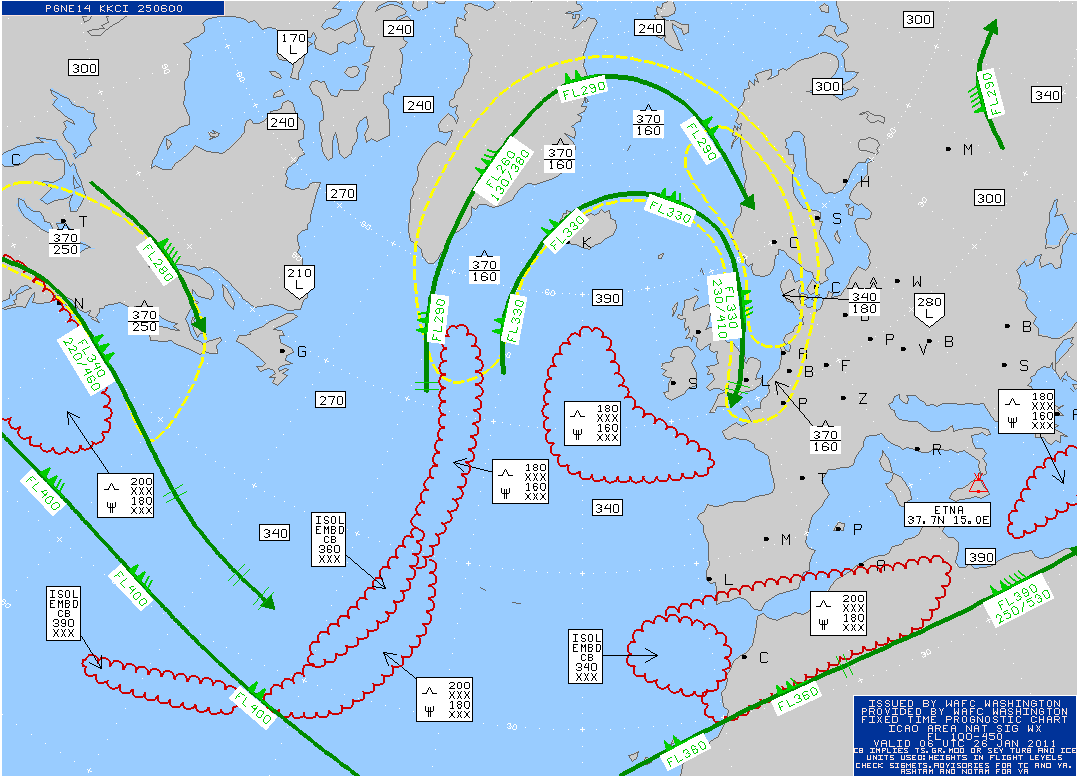
Carte météorologique TEMSI émise par le National Weather Service des États-Unis pour les vols trans-atlantiques.

Une prévision de zone pour l'aviation est une prévision météorologique générale destinée à la circulation aérienne. Elle décrit les systèmes météorologiques et les conditions associées de nuages, de visibilité, de givrage et de turbulence que vont rencontrer les avions lors de leurs vols au-dessus d'un territoire. Ces prévisions peuvent être présentées sous forme de texte ou de carte et elles sont utilisées par les pilotes pour la planification du vol. Sous forme graphique, on l'appelle carte TEMSI, pour carte du TEMps SIgnificatif (en anglais : significant weather chart).
Chaque pays a sa propre zone de responsabilité pour la production des prévisions aéronautiques. Habituellement, les météorologues  émettent une prévision des prochaines 24 heures, pour chaque période de 6 heures, pour les conditions en dessous de 24 000 pieds (7 300 mètres) couvrant leur pays. Cependant, des ententes internationales existent pour couvrir la couche au-dessus de cette altitude et les océans. Ce sont alors certains centres nationaux (par exemple États-Unis et Canada) ou continentaux (par exemple : centre européen) qui en ont la responsabilité.
Pour la prévision sur un aéroport particulier, il faut se référer aux prévisions d'aérodrome ou TAF.

## Description
Les altitudes considérées sont les altitudes réelles jusqu'à 17 900 pieds et le calage altimétrique (QNE) à 18 000 pieds ou plus.

### Prévision de bas niveau
La prévision de zone régionale décrit les conditions météorologiques les plus probables entre la surface et l'altitude de 24 000 pieds pour une zone donnée et à une heure donnée (l'heure de validité). La prévision de zone est conçue essentiellement pour répondre aux besoins de l'aviation générale et des transporteurs aériens régionaux. Les prévisions de zone sont émises à 0530, 1130, 1730 et 2330 TU. 
Les prévisions sous forme de texte décrivent les conditions météorologiques dans un langage utilisant des abréviations similaires aux METAR mais dans des phrases. Elles sont divisées en quatre sections :
- description des systèmes météorologiques et de leur évolution pour les prochaines 12 à 18 heures ;
- description des conditions nuageuses, de précipitations et de visibilité associées ;
- description de la turbulence et du givrage associés ;
- aperçu des conditions pour les 6 à 12 heures suivantes par un qualificatif (vol à vue ou vol aux instruments).

Avec le développement des communications et de l'internet, les prévisions textuelles sont de plus en plus remplacées par des produits graphiques. Il existe deux types de cartes de prévision de zone, qui doivent être utilisés ensemble :
- cartes des nuages et du temps ;
- cartes de givrage, turbulence et niveaux de congélation.

Chaque prévision de zone graphique couvre trois heures de validité et est émise pour T+0 heure, T+6 heures et T+12 heures (T = temps d'émission), ce qui signifie que chaque émission se compose de 6 cartes. On retrouve généralement un jeu supplémentaire ou un texte sur le dernier jeu pour donner un aperçu des 12 heures suivantes.
La prévision de zone graphique utilise les codes des METAR/TAF. Toutes les hauteurs sont données par rapport au niveau moyen des mers, sauf indication contraire. On inclut les bases et sommets des nuages, la visibilité inférieure à 6 milles terrestres (si elle est supérieure, on utilise P6SM = Plus de 6 milles terrestres ou statute miles), les vents supérieurs à 20 nœuds ou avec des rafales à 30 nœuds ou plus. En Europe, la visibilité est exprimée en kilomètres et, en Amérique du Nord, la visibilité est exprimée en milles terrestres.

### Prévision de haut niveau
De façon similaire, la prévision pour les altitudes de plus de 24 000 pieds décrit les conditions nuageuses, de givrage et de turbulence. On n'y mentionne pas les précipitations et la visibilité puisque ces éléments sont destinés au vol près de la surface où l'on peut rencontrer le relief. Par contre, la position du courant-jet est indiquée puisque celui-ci influence grandement les vols à ces altitudes. Ces prévisions sont exclusivement faites sous forme graphique.